# Rimbach (Goldach)
Der Rimbach ist ein 13 km langer rechter Nebenfluss der Goldach in den oberbayerischen Landkreisen Erding und Mühldorf am Inn, der durch das Gattergebirge verläuft.

## Verlauf
Der Rimbach hat zwei Quellbäche, die beide nordwestlich von St. Wolfgang-Wies entspringen, der etwas längere auf etwa 562 m ü. NHN. Der Rimbach fließt zuerst in östlicher Richtung, ab der Einöde Brenner in nordöstlicher bis Mitterrimbach, danach in nördlicher, dort durch einen Hügelrücken getrennt weitgehend parallel zum Ornaubach. Am Westrand von Schwindegg fließt er auf etwa 429 m ü. NHN von rechts in die Goldach ein. Nach seinem 13,0 km langen Weg mit mittlerem Sohlgefälle von rund 10 ‰ mündet er also etwa 133 Meter unterhalb der genannten Quelle. 
Quellen und Oberlauf des Rimbachs liegen im Gemeindeteil Gatterberg von St. Wolfgang im Landkreis Erding. Bald aber ist er Grenzbach zwischen Gatterberg und der Gemarkung Fürholzen der Gemeinde Kirchdorf im Nachbarkreis Mühldorf am Inn, fließt aber nach seinem ersten Richtungswechsel wieder auf Sankt Wolfgang Gemeindegebiet und trennt dort dessen Gemarkungen Gatterberg und Schönbrunn. Während seines Nordostlaufs wechselt er in den Landkreis Mühldorf über und fließt dort erst lange im Gemeindegebiet von Obertaufkirchen, dann nach seiner Nordwende kürzer in dem von Schwindegg.
Der Rimbach verläuft auf ganzer Länge im Fauna-Flora-Habitat-Gebiet Isental mit Nebenbächen.

## Name
Das Gewässer wurde um das Jahr 1563 als „Ad Rimpach rivum“ erstmals schriftlich erwähnt. Das Bestimmungswort ist das mittelhochdeutsche Wort rint „Rind“ (*Rintbach > Rimbach).
Der Rimbach ist der Namensgeber der angrenzenden Weiler Oberrimbach, Rimbachau, Mitterrimbach, Friedlrimbach und Rimbach (Ortsteil von Schwindegg). Wichtigster historischer Ort im Tal ist der stattliche Kirchweiler Hofgiebing, der früher ein Hofmarkssitz mit Schloss war. Zudem ist der Rimbach Namensgeber des Giebinger Schützenvereins Rimbachquelle.